# Jugend für Christus
Jugend für Christus (JFC) ist das in Mühltal beheimatete deutsche Mitglied von Youth for Christ International  (YFCI), einer internationalen evangelikalen Organisation für Jugendevangelisation und biblizistisches Christsein.

## Youth for Christ International (YFC)
Der Dachverband Youth for Christ International ist in über 100 Ländern mit ca. 4.000 hauptamtlichen und 30.000 ehrenamtlichen Mitarbeitern tätig.
In den frühen 1940ern während des Zweiten Weltkrieges hielten viele junge Männer, vor allem Diakone und Prediger, evangelistische Großveranstaltungen in Kanada, dem Vereinigten Königreich und den Vereinigten Staaten ab. Um diese Veranstaltungen zu bündeln, wurde 1944 Jugend für Christus gegründet. Gründer waren Pastor Billy Graham und der damalige evangelistische Prediger Charles Templeton. Graham wurde YFCs erster Vollzeitmitarbeiter. Erster Präsident von YFC war Torrey Maynard Johnson aus Chicago.
Aus und mit Hilfe der YFC entstanden auch weitere Organisationen wie World Vision Inc., Gospel Films und die Billy Graham Evangelistic Association.
YFC folgt dem Motto „Verzahnt mit der Zeit, verankert im Fels“, um jungen Menschen zu helfen, sich gegenseitig zu dienen. Durch die Jahre hat YFC viele verschiedene Methoden eingesetzt, wie Jugendkundgebungen, Bibelclubs, Bibelquizwettbewerbe, Teenager-zu-Teenager-Mission und Uni- sowie Großstadtprojekte.
Von 1978 bis 2012 veranstaltete YFC das Flevo Festival, ein jährliches christliches Musik-Festival, das zuletzt jeweils 10.000 Besucher anzog.

## Jugend für Christus Deutschland (JFC)
Die Gesamtarbeit in Deutschland besteht seit 1948 und wird in einer eigenen Zentrale koordiniert, die sich seit 1973 in Trautheim befindet. Medienarbeit und Fundraising sind Bestandteile der Arbeit.
Die Arbeit in Deutschland konzentriert sich auf Schulung (Missions- und Praxisseminar, Jugendleiterschulung), Schularbeit vor allem in Zusammenarbeit mit iThemba von Southafrica Youth for Christ, die Straßenarbeit mit dem „Lifeliner“-Truck (seit 2012, von 1974 bis 2008 mit „Tee-Mobil“-Bussen, von 2008 bis 2012 „The Buzz“ genannt), Materialerstellung für die Teenager- und Jugendarbeit (Rock Solid und Brixx), sowie den Jugend-für-Christus-Verlag.
1958 gründete Musikproduzent und Chorleiter Johannes Haas gemeinsam mit dem Missionswerk Jugend für Christus und dem christlichen Musiklabel Frohe Botschaft im Lied den Jugend-für-Christus-Chor, der bis in die 1980er Jahre hinein die deutsche christliche Musikszene und maßgeblich unter der nachfolgenden Leitung von Klaus Heizmann die Jugendchorbewegung derselben prägte.
Langjährig wurde die Arbeit von JFC von Martin Homann geprägt, der ab 1960 als Evangelist für die Organisation arbeitete. Von 1972 bis 1983 leitete er das Werk und war anschließend bis 2003 Mitglied des Vorstands, von 1983 bis 1999 auch dessen Vorsitzender. Daneben legte Homann den Grundstein für eine JFC-Arbeit in Ungarn. Er starb am 23. März 2016.
2021 wurde in Darmstadt ein Jugendzentrum gegründet, in dem an drei Tagen in der Woche Programm angeboten wird.

## Britisches Youth For Christ (BYFC)
YFC begann in Großbritannien 1946 im Anschluss an eine Jugendkundgebung mit Billy Graham in den Midlands. In den sechzig Jahren danach wuchs es zur heutigen Organisation. Die heutige BYFC hat das Ziel: „taking good news relevantly to every young person in Britain“ (die gute Nachricht relevant zu jeder jungen Person in Großbritannien bringen). Dazu hält sie sich an die vier „D“.
- Demonstrate (Demonstriere) Gottes Liebe
- Declare (Darlegen) Lege relevant die gute Nachricht von Jesus Christus dar.
- Decision (Entscheidung) Jungen Menschen die Möglichkeit eröffnen, Jesus Christus als ihren persönlichen Retter anzunehmen
- Disciple (Jüngerschaft) Diene den lokalen Kirchgemeinden in Sammlung und Sendung

BYFC arbeitet jede Woche mit über 70.000 jungen Leuten unterschiedlicher sozialer Milieus und Kulturen. Dazu hat BYFC 150 Vollzeitmitarbeiter und eine Vielzahl an ehrenamtlichen Helfern.
Die Arbeit konzentriert sich auf 64 Jugendzentren mit Clubcharakter, Schulstunden, Sozialprojekte und Streetworking. yfcone ist eine Entsprechung zum freiwilligen sozialen Jahr / Jahr für Gott in Deutschland. Jugendliche werden in den sozialen Fähigkeiten ausgebildet und teilen ihren Glauben mit Gleichaltrigen. BYFC dient in der Jugendarbeit überkonfessionell verschiedenen Kirchen, zum Beispiel indem sie den Jugend-Alpha-Kurs anbieten. Zuletzt arbeitet BYFC unter der Marke „Reflex“ in der Gefährdetenhilfe mit jugendlichen Kriminellen, um ihnen bei einem Neustart zu helfen.

## Diskografie
Im werkseigenen Musiklabel JfC veröffentlichte das Missionswerk in den 1960er und 1970er Jahren Singles und Alben mit Neuen Geistlichen Liedern und Christlicher Popmusik.
| Nr. | Titel | Titel | Mitwirkende | Jahr | Anmerkungen |
| Nr. | Seite A | Seite B | Mitwirkende | Jahr | Anmerkungen |
| --- | --- | --- | --- | ---- | --- |
| 501 | Wie herrlich ist dein Werk | Wie herrlich ist dein Werk | Jugend-für-Christus-Chor unter der Leitung von Klaus Heizmann 1 Doris Loh, Sopran Vernon Wicker, Bariton Erhard Weferling – Trompete Klaus Heizmann – Orgel | 196? | |
| 501 | - O großer Gott, wie herrlich ist dein Werk1 - Bleibend ist deine Treu (Vernon Wicker) | - Ehr sei dem Schöpfer allezeit (Instrumental) (Erhard Weferling – Trompete • Klaus Heizmann – Orgel) - Schönster Herr Jesus                                          | Jugend-für-Christus-Chor unter der Leitung von Klaus Heizmann 1 Doris Loh, Sopran Vernon Wicker, Bariton Erhard Weferling – Trompete Klaus Heizmann – Orgel | 196? | |
| 502 | - Come The Day - Can’t Help But Wonder | - His Love - I Know Where I'm Going | The New World Singers | 19?? | |
| 503 | Gibt es bleibende Freude? | Gibt es bleibende Freude? | Martin Homann (Sprecher) Wolfgang Leo (Sprecher) | 19?? | |
| 503 | Reportagen und Interviews von Wolfgang Leo | Ansprache von Martin Homann | Martin Homann (Sprecher) Wolfgang Leo (Sprecher) | 19?? | |
| 504 | Gospel & Chanson | Gospel & Chanson | Elisabeth Syré | 19?? | |
| 504 | - Jeden Tag aufs Neue - Sing mit mir | - Falsche Sicherheit - Selbstakzeptierung | Elisabeth Syré | 19?? | |
| 505 | Vater unser | Fröhlich zieh ich meine Straße | Christus-Sänger (?) | 1969 | Siegertitel des 1. Jugend-für-Christus-Liederwettbewerbes |
| 506 | Jesu, meine Freude | Jesu, meine Freude | Doris Loh 1 Jugend-für-Christus-Chor unter der Leitung von Klaus Heizmann                                                                                   | 19?? | |
| 506 | - Jesu, meine Freude, Jesu, meine Ruh1 - Ich trau auf Gott (Ob alles wankt, ich trau auf Gott) [JfC-Version]1                                                                                       | - Ich rühm die Gnade1 - Mehr lieben möcht ich dich | Doris Loh 1 Jugend-für-Christus-Chor unter der Leitung von Klaus Heizmann                                                                                   | 19?? | |
| 507 | - Er ist alles für mich (In den Sternen Gottes Werk ich seh) | - Lass mich immer mit dir gehn1 | Jugend-für-Christus-Chor unter der Leitung von Klaus Heizmann 1 Richard Gastmann, Tenor                                                                     | 19?? | |
| 508 | - Wir singen von Jesus - Jahre bracht ich zu in Eitelkeit | - Wir sind junge Menschen - Wir sind ein Volk, frei von Sünden | Gitarrenchor Zollern-Alb unter der Leitung von Wilfried Sauter                                                                                              | 19?? | In Koproduktion mit VLM, dort unter Single-Nr. 021, erschienen. |
| 509 | Seine Güte und Gnade werden mir folgen | Seine Güte und Gnade werden mir folgen | Jugend-für-Christus-Chor unter der Leitung von Klaus Heizmann 1 Hella Heizmann, Sopran 2 Traudl & Richard Gastmann* Richard Gastmann, Tenor                 | 19?? | * Initialveröffentlichung als „Richard und Irmtraud Gastmann“ |
| 509 | - Seine Güte und Gnade werden mir folgen (Ohne Weg, ohne Licht, ohne Hilfe)2 - Sei still, mein Herz (Hella Heizmann)                                                                                | - Ich liebe nur Jesus (Richard Gastmann) - Halleluja, rühmt das Kreuz (Das Kreuz, es stehet fest) [Single-Version]1                                                   | Jugend-für-Christus-Chor unter der Leitung von Klaus Heizmann 1 Hella Heizmann, Sopran 2 Traudl & Richard Gastmann* Richard Gastmann, Tenor                 | 19?? | * Initialveröffentlichung als „Richard und Irmtraud Gastmann“ |
| 510 | - Vergiss nicht zu danken - Freunde der Welt | - Ich will folgen, Jesus, dir - Kurz nur ist die Zeit | Gitarrenchor Zollern-Alb unter der Leitung von Wilfried Sauter                                                                                              | 19?? | In Koproduktion mit VLM, dort unter Single-Nr. ?, erschienen. (?) |
| 511 | Das Angebot | Das Angebot | Martin Homann (Sprecher) Richard Gastmann, Tenor Jugend für Christus Teen Team                                                                              | 19?? | Live-Tonmitschnitt einer Evangelisationsveranstaltung von Jugend für Christus mit dem Martin-Homann-Team |
| 511 | - Jeder Tag mit Jesus (Instrumental) (Klaus Heizmann – Klavier und Orgel) - Bleibend ist deine Treu (Richard Gastmann • Jugend für Christus Teen Team) - Predigt über Lukas 17,31 von Martin Homann | - Predigt über Lukas 17,31 von Martin Homann (Fortsetzung) - Ich trau auf Gott (Ob alles wankt, ich trau auf Gott) (Richard Gastmann • Jugend für Christus Teen Team) | Martin Homann (Sprecher) Richard Gastmann, Tenor Jugend für Christus Teen Team                                                                              | 19?? | Live-Tonmitschnitt einer Evangelisationsveranstaltung von Jugend für Christus mit dem Martin-Homann-Team |
| 512 | Christ Jubilee Singers | Christ Jubilee Singers | Christ Jubilee Singers | 19?? | Christ Jubilee Singers (Berlin): Minni Gündel (Sopran), Christiane Kurz (Sopran), Gisela Rhode (Alt), Wilfried Siemens (Bass und Tenor), Johann Huß (Tenor, Bass und Gitarre), Detlef Hoffmann (E-Bass und Gitarre) |
| 512 | - Freut euch mit uns - We Came Here - Er will nicht | - Wenn du uns nicht helfen wirst - Herr, wir danken dir dafür | Christ Jubilee Singers | 19?? | Christ Jubilee Singers (Berlin): Minni Gündel (Sopran), Christiane Kurz (Sopran), Gisela Rhode (Alt), Wilfried Siemens (Bass und Tenor), Johann Huß (Tenor, Bass und Gitarre), Detlef Hoffmann (E-Bass und Gitarre) |
| 513 | Der Ruhrland-Chor singt | Der Ruhrland-Chor singt | Ruhrland-Chor unter der Leitung von Norbert Killisch 1 Karin Rochna, Sopran 2 Gerd Peukert, Tenor 3 Ulrich Rohmann, Tenor                                   | 19?? | Ruhrland-Chor: Sänger aus diverseren Freikirchen der Gemeinde Gottes im Ruhrgebiet |
| 513 | - Immerfort will ich singen2 - Sag Ja zu Gottes Wegen1 | - Sein starker Arm (Wenn morgens in den Tag ich geh)3 - Gib mir, Gott, ein neues Herz                                                                                 | Ruhrland-Chor unter der Leitung von Norbert Killisch 1 Karin Rochna, Sopran 2 Gerd Peukert, Tenor 3 Ulrich Rohmann, Tenor                                   | 19?? | Ruhrland-Chor: Sänger aus diverseren Freikirchen der Gemeinde Gottes im Ruhrgebiet |
| 514 | Psalm 98 – Singet dem Herrn ein neues Lied | Psalm 98 – Singet dem Herrn ein neues Lied | Jugend-für-Christus-Chor unter der Leitung von Klaus Heizmann Hella Heizmann, Sopran                                                                        | 19?? | |
| 514 | - Singet dem Herrn ein neues Lied (Der 98. Psalm) | - Ich harrete des Herrn (Hella Heizmann) - Ich freue mich im Herrn | Jugend-für-Christus-Chor unter der Leitung von Klaus Heizmann Hella Heizmann, Sopran                                                                        | 19?? | |
| 515 | Jesus jetzt Der Jugend-für-Christus-Chor singt neue Lieder zum 25. Ahldener Jugendtag | Jesus jetzt Der Jugend-für-Christus-Chor singt neue Lieder zum 25. Ahldener Jugendtag                                                                                 | Jugend-für-Christus-Chor unter der Leitung von Klaus Heizmann                                                                                               | 1971 | |
| 515 | - Jesus ist immer da - Freut euch mit uns - Wir sind so froh, dass Jesus uns liebt | - Es ist kein Geheimnis - Eines Tages werden wir ihn sehn (Wenn wir Not und Elend sehn)                                                                               | Jugend-für-Christus-Chor unter der Leitung von Klaus Heizmann                                                                                               | 1971 | |
| 516 | Meine neuesten Lieder ... | Meine neuesten Lieder ... | Hella Heizmann 1 Jugend-für-Christus-Chor unter der Leitung von Klaus Heizmann                                                                              | 197? | |
| 516 | - Ich gehe fröhlich singend meinen Weg - Sprich doch mit Jesus1 | - Es ist frei - Stille Zeit (mit 1) | Hella Heizmann 1 Jugend-für-Christus-Chor unter der Leitung von Klaus Heizmann                                                                              | 197? | |
| 517 | Richard Gastmann singt Evangeliumslieder | Richard Gastmann singt Evangeliumslieder | Richard Gastmann 1 Auswahlchor aus Jugend-für-Christus-Chor unter der Leitung von Klaus Heizmann                                                            | 197? | |
| 517 | - Die Liebe Gottes ist so groß - Du großer Gott, wenn ich die Welt betrachte | - Ich trau auf Gott (Ob alles wankt, ich trau auf Gott) [aus Single-Nr. 511] - Man erzählte mir froh von dem Himmel (mit 1)                                           | Richard Gastmann 1 Auswahlchor aus Jugend-für-Christus-Chor unter der Leitung von Klaus Heizmann                                                            | 197? | |
| 518 | Masuch & Masuch | Masuch & Masuch | Gretel & Herbert Masuch | 197? | |
| 518 | - Sein Nam heißt Wunderbar - Ich weiß es, Jesus lebt in mir | - An dem Bach sitzt Elia - Sorget nicht für euer Leben | Gretel & Herbert Masuch | 197? | |
| 519 | Der neue Psalm 23 | Der neue Psalm 23 | Jugend-für-Christus-Chor unter der Leitung von Klaus Heizmann Hella Heizmann, Sopran                                                                        | 197? | |
| 519 | - Der neue Psalm 23 (Der Herr ist mein getreuer Hirte) - Er (Er erschuf das Licht) (Hella Heizmann)                                                                                                 | - Herr, deine Güte reicht so weit (Psalm 36) - Unser Vater (Das Vaterunser)                                                                                           | Jugend-für-Christus-Chor unter der Leitung von Klaus Heizmann Hella Heizmann, Sopran                                                                        | 197? | |
| 520 | Chansons | Chansons | Richard Gastmann | 197? | |
| 520 | - Der verlorene Sohn - Hochmut | - Sonntagmorgen - Zachäus | Richard Gastmann | 197? | |
| 521 | - Jesus sucht auch heute junge Leute - Es ist frei | - Wir hörten oft von Noah - Es fällt uns oft so schwer | Jugend für Christus Teen Team 1973 | 1973 | |
| 522 | Good News A Go Go | Good News A Go Go | Good News Singers | 197? | Good News Singers (Kassel): Axel Dück (Rhythmusgitarre), Burkhard Kalden (Gesang, Sologitarre), Heiner Zolkiewicz (Gesang, Bassgitarre), Lothar Klein (Schlagzeug), Volker Sommer (Gesang, Orgel)                   |
| 522 | - Herr, unser Herrscher, wie herrlich, dass du bist - Herr, du erforschst und du kennst mich | - Halleluja, singt Halleluja! - Halleluja, lobet den Herrn | Good News Singers | 197? | Good News Singers (Kassel): Axel Dück (Rhythmusgitarre), Burkhard Kalden (Gesang, Sologitarre), Heiner Zolkiewicz (Gesang, Bassgitarre), Lothar Klein (Schlagzeug), Volker Sommer (Gesang, Orgel)                   |

| Nummer | Nummer | Titel                                                 | Titel                                                                               | Mitwirkende  | Jahr | Anmerkungen |
| Nummer | Nummer | Seite A                                               | Seite B                                                                             | Mitwirkende  | Jahr | Anmerkungen |
| ------ | ------ | ----------------------------------------------------- | ----------------------------------------------------------------------------------- | ------------ | ---- | ----------- |
| 11     | 464    | Jugend ruft Jugend – mit Negro Spirituals             | Jugend ruft Jugend – mit Negro Spirituals                                           | Joanie Yoder | 19?? |             |
| 11     | 464    | - Jesus allein - Swing Low (Swing Low, Sweet Chariot) | - He’s Got The Whole World (He’s Got The Whole World In His Hands) - Warst du dort? | Joanie Yoder | 19?? |             |

| Nummer | Nummer | Titel | Mitwirkende | Jahr     | Anmerkungen |
| ------ | ------ | --- | --- | -------- | --- |
| 10     | 05     | Jugend für Christus 1958–1968* | Jugend-für-Christus-Chor unter der Leitung von Klaus Heizmann Doris Loh Orchester des Jugend-für-Christus-Chores | 1968     | * Originaltitel: „JfC: 1958–1968: Der Jugend-für-Christus-Chor mit seinen Solisten und Orchester unter der Leitung von Klaus Heizmann“ |
| 10     | 05     | [1] In finstrer Gruft er lag • [2] Jesus lebet, Jesus siegt • [3] Unser Heiland ist erstanden • [4] Sende das Licht • [5] Jesus kommt wieder in Herrlichkeit • [6] Gott des Himmels • [7] Wenn ich an meinen Heiland denk (Doris Loh) • [8] Schönster Herr Jesus [aus Single-Nr. 501] • [9] Herr Gott, dich loben wir (Ambrosianischer Lobgesang) [1968-Version] • [10] Ich hab einen Heiland [1968-Version] (Doris Loh) • [11] O großer Gott, wie herrlich ist dein Werk [aus Single-Nr. 501] • [12] Du großer Gott, wenn ich die Welt betrachte (Instrumental) (Orchester des Jugend-für-Christus-Chores) • [13] O Heiland der Welt • [14] Auf Golgatha • [15] O Gott, dir sei Ehre | Jugend-für-Christus-Chor unter der Leitung von Klaus Heizmann Doris Loh Orchester des Jugend-für-Christus-Chores | 1968     | * Originaltitel: „JfC: 1958–1968: Der Jugend-für-Christus-Chor mit seinen Solisten und Orchester unter der Leitung von Klaus Heizmann“ |
| 10     | 06     | Die schönsten Weihnachtslieder* | Jugend-für-Christus-Chor unter der Leitung von Klaus Heizmann Doris Loh Klaus Heizmann – Orgel Bläserquartett aus Jugend-für-Christus-Chor Kammerorchester aus Jugend-für-Christus-Chor | 19??     | * Originaltitel: „Die schönsten Weihnachtslieder mit dem Jugend-für-Christus-Chor“ |
| 10     | 06     | [1] Glockengeläut • [2] Herbei, o ihr Gläubigen • [3] Vom Himmel hoch (Vom Himmel hoch, da komm ich her) (Bläserquartett aus Jugend-für-Christus-Chor) • [4] Es ist ein Ros entsprungen • [5] Die Könige (Drei Kön’ge wandern aus Morgenland) [JfC-Version] (Doris Loh) • [6] Ich steh an deiner Krippen hier [196?-Version] • [7] Air aus der Orchestersuite D-Dur von Johann Sebastian Bach (Kammerorchester aus Jugend-für-Christus-Chor) • [8] Freue dich Welt • [9] In dulci jubilo (Nun singet und seid froh) (Klaus Heizmann – Orgel) • [10] Glockengeläut • [11] O du fröhliche [196?-Version] • [12] Stille Nacht (Stille Nacht, heilige Nacht) • [13] Macht hoch die Tür (Bläserquartett aus Jugend-für-Christus-Chor) • [14] Noël, Christ ist geboren • [15] Brich an, du schönes Morgenlicht • [16] Pastorale aus dem Concerto grosso op. 6, Nr. 8 von Arcangelo Corelli (Kammerorchester aus Jugend-für-Christus-Chor) • [17] Tochter Zion (Tochter Zion, freue dich) • [18] Glockengeläut | Jugend-für-Christus-Chor unter der Leitung von Klaus Heizmann Doris Loh Klaus Heizmann – Orgel Bläserquartett aus Jugend-für-Christus-Chor Kammerorchester aus Jugend-für-Christus-Chor | 19??     | * Originaltitel: „Die schönsten Weihnachtslieder mit dem Jugend-für-Christus-Chor“ |
| 10     | 07     | Unter dem Buyubaum Tierfabeln aus dem afrikanischen Busch vom Dschungeldoktor Paul White | Paul White (Buchvorlage) Heinz Stöwer (Hörspieladaption und Regie) Klaus Heizmann (Produktion) Sprecher: Heinz Stöwer, Josefine Klee-Helmdach, Ruth Siegmeier, Friedrich Kollander, Frank Meyer-Ensass, Manfred Petersen, Erwin Scherscheel u. a.                                                                     | 1977 (?) | In Koproduktion mit Quadriga-Ton, Frankfurt am Main; Spätere Auflage durch Label Hänssler Music erschienen unter LP-Nr. 92.107 |
| 10     | 07     | Die Mauer • Man kann nicht alles selber tun • So sicher wie Gift • Warum Gott Jesus sandte • Kleine Weisheit über das Füttern von Geiern • Die Falle | Paul White (Buchvorlage) Heinz Stöwer (Hörspieladaption und Regie) Klaus Heizmann (Produktion) Sprecher: Heinz Stöwer, Josefine Klee-Helmdach, Ruth Siegmeier, Friedrich Kollander, Frank Meyer-Ensass, Manfred Petersen, Erwin Scherscheel u. a.                                                                     | 1977 (?) | In Koproduktion mit Quadriga-Ton, Frankfurt am Main; Spätere Auflage durch Label Hänssler Music erschienen unter LP-Nr. 92.107 |
| 10     | 08     | Richard Gastmann singt | Richard Gastmann | 19??     | MC-Lizenzausgabe durch Musiklabel Rigaton (MC-Nr. KS 08) unter Titel Irgendwo ist Gott erschienen |
| 10     | 08     | Irgendwo ist Gott • Verbotne Wege • Auf dieser Welt • Die Uhr • So manche Frage • Wie viele Straßen • Die Menschen eilen durch die Stadt • Gott meint es ernst • Falsche Sicherheit • Joshua • In That Old Time Religion • Standing In The Need Of Prayer • It's Me, O Lord | Richard Gastmann | 19??     | MC-Lizenzausgabe durch Musiklabel Rigaton (MC-Nr. KS 08) unter Titel Irgendwo ist Gott erschienen |
| 10     | 09     | Musikalische Höhepunkte aus der Euro-70-Tele-Evangelisation mit Billy Graham | Euro-70-Evangelisationschor unter der Leitung von Klaus Heizmann | 19??     | |
| 10     | 09     | [1] Wie groß bist du (Du großer Gott, wenn ich die Welt betrachte) • [2] Begrüßungsworte von W. Gilbert und Billy Graham • [3] Gottes heilge Wahrheit • [4] Joshua • [5] Der schönste Name • [6] I Asked The Lord • [7] Swing Low (Swing Low, Sweet Chariot) • [8] He's Got The Whole World (He's Got The Whole World In His Hands) • [9] Seine Güte und Gnade (Ohne Weg, ohne Licht, ohne Hilfe) • [10] ... | Euro-70-Evangelisationschor unter der Leitung von Klaus Heizmann | 19??     | |
| 10     | 10     | Amen | Jugend-für-Christus-Chor unter der Leitung von Klaus Heizmann 1 Hella Heizmann* 2 Richard Gastmann 3 Gerhard Lehr JFC-Dixieland-Band | 19??     | * Bezeichnung bei Initialveröffentlichung: „Hella Bornhütter“ Album erschienen anlässlich der Euro-70-Tournee |
| 10     | 10     | [1] Amen2 • [2] Nobody Knows (Nobody Knows The Trouble I've Seen) (JFC-Dixieland-Band) • [3] Roll, Jordan, Roll • [4] He's Got The Whole World (He's Got The Whole World In His Hands) (Richard Gastmann) • [5] Komm, sag es allen weiter • [6] Sometimes I Feel Like A Motherless Child (Hella Heizmann) • [7] On My Way To Heaven • [8] I Am A Poor Wayfaring Stranger (Hella Heizmann) • [9] Lord, I Want To Be A Christian3 • [10] Down By The Riverside (JFC-Dixieland-Band) • [11] Steal Away1 • [12] O When The Saints (Oh When The Saints Go Marching In) (JFC-Dixieland-Band) • [13] Das Zahlenlied (Eins steht für den Schöpfer) | Jugend-für-Christus-Chor unter der Leitung von Klaus Heizmann 1 Hella Heizmann* 2 Richard Gastmann 3 Gerhard Lehr JFC-Dixieland-Band | 19??     | * Bezeichnung bei Initialveröffentlichung: „Hella Bornhütter“ Album erschienen anlässlich der Euro-70-Tournee |
| 10     | 11     | Das Jugend für Christus Teen Team 1971 auf Südafrika-Tournee | Jugend für Christus Teen Team 1971 | 1971     | Spätere Nachauflage durch Label Hänssler Music erschienen unter LP-Nr. 92.111 |
| 10     | 11     | [1] Wenn du doch begreifen könntest • [2] Yesterday (Yesterday He Died For Me) • [3] Jesus breek al my bande • [4] Wenn du Jesus kennst • [5] Doch Gott liebt unvergleichbar mehr • [6] I Know Where I'm Going / Dir, Herr, will ich danken • [7] Gibt es etwas andres? • [8] Jesus Is A Soul Man • [9] Der Mann • [10] Er ist mein Freund • [11] My Lord, I'm On My Journey • [12] Irgendwann | Jugend für Christus Teen Team 1971 | 1971     | Spätere Nachauflage durch Label Hänssler Music erschienen unter LP-Nr. 92.111 |
| 10     | 12     | Aussteigen, umsteigen | Richard Gastmann | 1973 (?) | |
| 10     | 12     | [1] Bleibe stehn, schau dich um • [2] Der verlorene Sohn • [3] Grabsteine • [4] Öffnet eure Fäuste • [5] Sonntagmorgen • [6] Gott ist da • [7] Junge Menschen wollen leben • [8] Hochmut • [9] Wer bist du Mensch? • [10] Zachäus • [11] Judas • [12] Lass mich immer mit dir gehn | Richard Gastmann | 1973 (?) | |
| 10     | 13     | Wenn ich Jesus in Herrlichkeit seh | Jugend-für-Christus-Chor unter der Leitung von Klaus Heizmann 1 Hella Heizmann 2 Gabriele Mayeres 3 Ernst Scharnowski 4 Wilfried Mann 5 Traudl & Richard Gastmann Aldo Baldin Barbara Barnard – Klavier Dawn Wooderson – Orgel Phil Driscoll – Trompete Sinfonieorchester Stockholm unter der Leitung von Kurt Kaiser | 197?     | Spätere Nachauflage durch Label Hänssler Music erschienen unter LP-Nr. 92.113 |
| 10     | 13     | [1] Wenn ich Jesus in Herrlichkeit seh (Einst strahlt ewiges Licht)5 • [2] Jesus Christus kommt bald wieder • [3] Ich rühm die Gnade (Instrumental) (Phil Driscoll – Trompete; Sinfonieorchester Stockholm) • [4] Hebe deine Augen auf zu den Bergen (Psalm 121) (Frauenchor) • [5] Wenn nach der Erde Leid, Arbeit und Pein (Instrumental) (Barbara Barnard – Klavier; Dawn Wooderson – Orgel) • [6] Ich sah einen neuen Himmel (Der neue Himmel)1; 2; 3 • [7] Halleluja, Jesus lebt • [8] Es erglänzt uns von ferne ein Land (Instrumental) (Barbara Barnard – Klavier; Dawn Wooderson – Orgel) • [9] Seht, welch eine Liebe (Hella Heizmann; Aldo Baldin) • [10] Herr, auf dein Kommen warte ich (Phil Driscoll – Trompete; Sinfonieorchester Stockholm) • [11] Zünde an dein Feuer (Hella Heizmann) • [12] Jerusalem (Ich hab im Traum gesehen)4 | Jugend-für-Christus-Chor unter der Leitung von Klaus Heizmann 1 Hella Heizmann 2 Gabriele Mayeres 3 Ernst Scharnowski 4 Wilfried Mann 5 Traudl & Richard Gastmann Aldo Baldin Barbara Barnard – Klavier Dawn Wooderson – Orgel Phil Driscoll – Trompete Sinfonieorchester Stockholm unter der Leitung von Kurt Kaiser | 197?     | Spätere Nachauflage durch Label Hänssler Music erschienen unter LP-Nr. 92.113 |
| 10     | 14     | Festliche Weihnachtsmusik | 1 Jugend-für-Christus-Chor unter der Leitung von Klaus Heizmann 2 Nürnberger Bäckerposaunen unter der Leitung von Konrad Krietsch 3 Gisela Mittelbach | 197?     | Kollaborations-Weihnachtsalbum von Jugend-für-Christus-Chor und Nürnberger Bäckerposaunen Spätere Nachauflage durch Label Hänssler Music erschienen unter LP-Nr. 92.114 |
| 10     | 14     | [1] Vom Himmel hoch (Vom Himmel hoch, da komm ich her)1; 2 • [2] Herbei, o ihr Gläubigen2 • [3] Kommet, ihr Hirten1 • [4] Zu Bethlehem geboren3 • [5] Ich steh an deiner Krippen hier [197?-Version]1 • [6] Freue dich Welt2 • [7] Fröhlich soll mein Herze springen1 • [8] Tochter Zion, freue dich2 • [9] Weihnachts-Einzugsmusik2 • [10] Es waren Hirten zu Bethlehem / [11] Ehre sei Gott in der Höhe1 • [12] Intrade und Sarabande in B-Dur2 • [13] Der Heiland ist geboren3 • [14] Lobt Gott, ihr Christen allzugleich1 • [15] Sarabande in B-Dur2 • [16] Nun singet und seid froh1 • [17] Gelobet seist du, Jesu Christ1 • [18] O du fröhliche [197?-Version]1; 2 | 1 Jugend-für-Christus-Chor unter der Leitung von Klaus Heizmann 2 Nürnberger Bäckerposaunen unter der Leitung von Konrad Krietsch 3 Gisela Mittelbach | 197?     | Kollaborations-Weihnachtsalbum von Jugend-für-Christus-Chor und Nürnberger Bäckerposaunen Spätere Nachauflage durch Label Hänssler Music erschienen unter LP-Nr. 92.114 |
| 10     | 15     | Jesus ist immer da! | Gitarrenchor Zollern-Alb unter der Leitung von Wilfried Sauter | 1977 (?) | Vertriebsprodukt für Label VLM, dort unter LP-Nr. 4001 erschienen. Spätere Nachauflage durch Label Hänssler Music erschienen unter LP-Nr. 92.115 |
| 10     | 16     | Chor- und Bläsermusik* | 1 Jugend-für-Christus-Chor unter der Leitung von Klaus Heizmann 2 Bläserchor Hüttental-Geisweid unter der Leitung von Karl-Heinz Schnell 3 Gerhard Lehr | 197?     | * Originaltitel: „Chor- und Bläsermusik vom Jugend-für-Christus-Chor und dem Bläserchor Hüttental-Geisweid“ Kollaborationsalbum von Jugend-für-Christus-Chor und Bläserchor Hüttental-Geisweid MC erschienen unter Katalognummer MK 96.766 (?); Spätere Nachauflage durch Label Hänssler Music erschienen unter LP-Nr. 92.116               |
| 10     | 16     | [1] Jauchzet dem Herrn, alle Welt1 • [2] Lob und Anbetung2 • [3] Des sind wir froh1 • [4] Ich rühm die Gnade2 • [5] Schönster Herr Jesu3 • [6] Das Kreuz von Golgatha (Wir sind ein Volk, vom Strom der Zeit)2 • [7] Du bist gemeint1 • [8] Entschlossen zu folgen2 • [9] Ich bin entschieden zu folgen Jesus1 • [10] Seine Güte und Gnade (Ohne Weg, ohne Licht, ohne Hilfe)2 • [11] Der neue Psalm 231 • [12] Ich bin nicht wert aller Güte und Gnade3 • [13] Warst du da, als sie kreuzigten den Herrn (Warst du da)2 • [14] Der Evangeliumszug (The Gospel Train)2 | 1 Jugend-für-Christus-Chor unter der Leitung von Klaus Heizmann 2 Bläserchor Hüttental-Geisweid unter der Leitung von Karl-Heinz Schnell 3 Gerhard Lehr | 197?     | * Originaltitel: „Chor- und Bläsermusik vom Jugend-für-Christus-Chor und dem Bläserchor Hüttental-Geisweid“ Kollaborationsalbum von Jugend-für-Christus-Chor und Bläserchor Hüttental-Geisweid MC erschienen unter Katalognummer MK 96.766 (?); Spätere Nachauflage durch Label Hänssler Music erschienen unter LP-Nr. 92.116               |
|        |        | | |          | |
| 10     | 18     | Halleluja, rühmt das Kreuz | Jugend-für-Christus-Chor unter der Leitung von Klaus Heizmann 1 Hella Heizmann Richard Gastmann Vernon Wicker Phil Driscoll – Trompete Sinfonieorchester Stockholm unter der Leitung von Kurt Kaiser (?) Frankfurter Bläserquintett                                                                                   | 197?     | Spätere Nachauflage durch Label Hänssler Music erschienen unter LP-Nr. 91.018 |
| 10     | 18     | [1] Halleluja, rühmt das Kreuz (Das Kreuz, es stehet fest) [Album-Version]1 • [2] Jesus, mein Herr, wird immer mich lieben (Darum gehör ich Jesus) (Richard Gastmann) • [3] Jesus brachte uns durchs Kreuz das Heil (Phil Driscoll – Trompete; Sinfonieorchester Stockholm) • [4] Mehr lieben möcht ich dich [Hella-Heizmann-Rerecording des Titels aus Single-Nr. 506] (Hella Heizmann) • [5] Herr, deine Güte reicht so weit (Psalm 36) [aus Single-Nr. 519] • [6] Jesus ist alles, alles mir (Richard Gastmann) • [7] Jesu, meine Freude (Jesu, meine Freude, Jesu, meine Ruh) (Hella Heizmann) [Remix von Titel aus Single-Nr. 506] • [8] Ich rühm die Gnade [aus Single-Nr. 506] • [9] Der Herr ist mein Hirte (Psalm 23) (Vernon Wicker) • [10] Jauchzet dem Herrn, alle Welt • [11] Nun danket alle Gott (Frankfurter Bläserquintett) • [12] Was Gott tut, das ist wohlgetan | Jugend-für-Christus-Chor unter der Leitung von Klaus Heizmann 1 Hella Heizmann Richard Gastmann Vernon Wicker Phil Driscoll – Trompete Sinfonieorchester Stockholm unter der Leitung von Kurt Kaiser (?) Frankfurter Bläserquintett                                                                                   | 197?     | Spätere Nachauflage durch Label Hänssler Music erschienen unter LP-Nr. 91.018 |
|        |        | | |          | |
| 10     | 20     | Leben Musical von Otis Skillings* | Hella Heizmann (Solistin – Sopran) Renate Meyeres (Solistin – Alt; Sprecherin) Jugend-für-Christus-Chor unter der Leitung von Klaus Heizmann Westminster Sinfonieorchester London | 1975 (?) | * Untertitel bei Initialveröffentlichung: „Musical mit 17 Songs, gesungen vom Jugend-für-Christus-Chor, von Otis Skillings“ Musik: Otis Skillings; Deutscher Text: Klaus Heizmann und Hella Heizmann; Sprechertexte: Wolfgang Kraska und Gundolf Walaschevski Spätere Nachauflage durch Label Hänssler Music erschienen unter LP-Nr. 91.020 |
| 10     | 20     | Leben • Es lohnt sich • Leben (Reprise) • Neuanfang • Die Antwort • Jung bin ich nur einmal • Ein Heuchler • Mensch, was denkt man bloß von mir • Der beste Weg ist Gottes Weg • Die Macht zu wählen (Am Anfang) • Dialog • Er ist der Weg • Leben (Reprise 2) • Ein interessantes, ausgefülltes Leben • Jesus lebt auch heute noch • Kommentar • Entscheide dich (Die Bibel sagt) • Im Kontakt mit Jesus bleiben • Leben (Finale) | Hella Heizmann (Solistin – Sopran) Renate Meyeres (Solistin – Alt; Sprecherin) Jugend-für-Christus-Chor unter der Leitung von Klaus Heizmann Westminster Sinfonieorchester London | 1975 (?) | * Untertitel bei Initialveröffentlichung: „Musical mit 17 Songs, gesungen vom Jugend-für-Christus-Chor, von Otis Skillings“ Musik: Otis Skillings; Deutscher Text: Klaus Heizmann und Hella Heizmann; Sprechertexte: Wolfgang Kraska und Gundolf Walaschevski Spätere Nachauflage durch Label Hänssler Music erschienen unter LP-Nr. 91.020 |

| Nummer | Nummer | Titel | Mitwirkende | Jahr | Anmerkungen                                                 |
| ------ | ------ | --- | ----------- | ---- | ----------------------------------------------------------- |
| 30     | 30     | Jugend für Christus in Deutschland* | Various     | 1978 | * Originaltitel: „Jugend für Christus in Deutschland e. V.“ |
| 30     | 30     | [1] Die Macht zu wählen (Am Anfang) [aus LP-Nr. 1020] • [2] Bleibe stehn, schau dich um [aus LP-Nr. 1012] • [3] Ich rühm die Gnade (Instrumental) [aus LP-Nr. 1013] • [4] Herr, deine Güte reicht so weit (Psalm 36) [aus Single-Nr. 519] • [5] Stille Zeit [aus Single-Nr. 516] • [6] I Know Where I'm Going / Dir, Herr, will ich danken [aus LP-Nr. 1011] • [7] Wie sag ich dir Dank (aus Hänssler – LP-Nr. 99.109) • [8] Der neue Psalm 23 [aus Single-Nr. 519] • [9] Man erzählte mir froh [aus Single-Nr. 517] • [10] Hebe deine Augen auf (Psalm 121) [aus LP-Nr. 1013] • [11] Es fällt uns oft so schwer [aus Single-Nr. 521] • [12] Entscheide dich [aus LP-Nr. 1020] • [13] Unser Vater (Das Vaterunser) [aus Single-Nr. 519] | Various     | 1978 | * Originaltitel: „Jugend für Christus in Deutschland e. V.“ |

| Nummer | Nummer | Nummer | Titel | Mitwirkende                                                                    | Jahr | Anmerkungen                                          |
| LP     | MC | #      | Titel | Mitwirkende                                                                    | Jahr | Anmerkungen                                          |
| ------ | --- | ------ | --- | ------------------------------------------------------------------------------ | ---- | ---------------------------------------------------- |
| 20     | 5 | 482    | Ich will dich loben Loblieder für jeden Tag • Volume 1 | Auswahlchor aus Jugend-für-Christus-Chor unter der Leitung von Dietrich Georg* | 1981 | * Initialveröffentlichung unter anonymen Interpreten |
| 20     | 5 | 482    | [1] Ich will dich loben • [2] Lasst uns loben den Namen des Herrn • [3] Gib mir wachsame Augen • [4] Jesus, ich will dir vertrauen • [5] Ewiger Gott • [6] Wir loben dich • [7] Du bist hoch erhaben • [8] Lass uns wissen • [9] Ein Fest für Gott • [10] Du sprichst das Wort des Lebens • [11] Herr, du bist groß     | Auswahlchor aus Jugend-für-Christus-Chor unter der Leitung von Dietrich Georg* | 1981 | * Initialveröffentlichung unter anonymen Interpreten |
|        | |        | |                                                                                |      |                                                      |
| 20     | 5 | 484    | Ich will dich anbeten Loblieder für jeden Tag • Volume 2 | Auswahlchor aus Jugend-für-Christus-Chor unter der Leitung von Dietrich Georg* | 1984 | * Initialveröffentlichung unter anonymen Interpreten |
| 20     | 5 | 484    | [1] Dir, Herr, will ich Lob entgegenbringen • [2] Gottes Barmherzigkeit • [3] Ich will dich anbeten • [4] Herr, ich will dich preisen • [5] Herr, deine Güte • [6] Heute soll dir gehören • [7] Du bist Sieger • [8] Herr, du bist mein Licht • [9] Du gibst mir Freude • [10] Preis und Anbetung • [11] Zu Gottes Ehre | Auswahlchor aus Jugend-für-Christus-Chor unter der Leitung von Dietrich Georg* | 1984 | * Initialveröffentlichung unter anonymen Interpreten |
|        | |        | |                                                                                |      |                                                      |
| 20     | | ?      | Ich will dir begegnen Loblieder für jeden Tag • Volume 3 | Auswahlchor aus Jugend-für-Christus-Chor unter der Leitung von Dietrich Georg* | 198? | * Initialveröffentlichung unter anonymen Interpreten |
| 20     | [1] Betet ihn an! • [2] Hallelujah • [3] Nur auf Gott • [4] Erforsche mich • [5] Dein Wort ist ein Licht • [6] Seid stark in dem Herrn • [7] Von allen Dingen • [8] Vernimm, o Herr • [9] Dankt dem Herrn • [10] Singet dem Herrn • [11] Meditation • [12] In die Stille • [13] Hört zu! • [14] Hallelujah, lobe den Herrn • [15] Betet ihn an! (Reprise) | ?      | | Auswahlchor aus Jugend-für-Christus-Chor unter der Leitung von Dietrich Georg* | 198? | * Initialveröffentlichung unter anonymen Interpreten |